# Saint Martins fodboldforbund
Saint Martins fodboldforbund (fransk: Comité de Football des Îles du Nord) er den officielle fodbold-føderation på den franske halvdel af øerne Saint Martin og Saint Barthélemy-øen. På trods af det så har Saint Barthélemy senere fået deres eget fodboldforbund.